# Audre Lorde
Audre Lorde, właśc. Audrey Geraldine Lorde, pseud. Gamba Adisa i Rey Domini (ur. 18 lutego 1934 w Nowym Jorku, zm. 17 listopada 1992 na Saint Croix) – amerykańska pisarka, feministka, socjalistka i działaczka na rzecz praw obywatelskich oraz mniejszości seksualnych. Laureatka National Book Award.

## Życiorys
Urodziła się 18 lutego 1934 w Nowym Jorku w rodzinie imigrantów z Grenady. Wychowała się na Manhattanie i tam uczęszczała do szkoły katolickiej. Zadebiutowała będąc jeszcze w liceum, jej pierwszy wiersz ukazał się w magazynie „Seventeen”. Zdobyła licencjat na Hunter College (1959), a później tytuł magistra bibliotekarstwa na Uniwersytecie Columbia (1961). W latach 1961–1968 pracowała jako bibliotekarka, wykładała także na Hunter College. W 1962 poślubiła Edwarda Rollinsa, z którym rozwiodła się w 1970. Małżeństwo miało dwoje dzieci: Elizabeth i Jonathona.
W 1968 ukazał się jej pierwszy zbiór wierszy, The First Cities. Tego samego roku wyjechała także na krótko z Nowego Jorku, gdy została pisarką-rezydentką w Tougaloo College w stanie Mississippi. Na miejscu poznała swoją wieloletnią partnerkę, Frances Clayton. W zbiorze Cables to Rage (1970) opisała swoją złość wobec przejawów niesprawiedliwości społecznej i osobistej, a także po raz pierwszy nawiązała do swojego homoseksualizmu. Jej trzeci tomik From the Land Where Other People Live (1973) został nominowany do nagrody National Book Award. W 1974 opublikowała bardziej politycznie zaangażowaną książkę New York Head Shot and Museum.
W 1978 ukazał się tomik poezji The Black Unicorn, który przez krytykę uznawany jest za najważniejsze jej dzieło. Adrienne Rich powiedziała o zbiorze:„Lorde pisze jako czarna kobieta, matka, córka, lesbijka, feministka, wizjonerka; wiersze zawierające zasadniczą dzikość i uzdrowienie, koszmary i klarowność”. Tomik spotkał się z uznaniem, ale również słowami ostrej krytyki. W wywiadzie dla dziennika „Callaloo” Lorde odpowiedziała na zarzuty: „Moja seksualność jest nieodłączną częścią tego, kim jestem, a moja poezja pochodzi z pogranicza mnie i moich światów”.
Przez lata zmagała się z rakiem. Swoje doświadczenia opisała prozą w The Cancer Journals (1980), za które otrzymała nagrodę Gay Caucus Book of the Year (1981), oraz w A Burst of Light (1988), które zostało wyróżnione nagrodą National Book Award (1989). Lorde otrzymała również stypendium od National Endowment for the Arts (1981). Wraz z pisarką i aktywistką Barbarą Smith założyła w 1980 wydawnictwo Kitchen Table: Women of Color Press.
W latach 1991–1992 była poetką-laureatem Nowego Jorku. Zmarła na raka piersi w 1992.

## Twórczość
- 1968: The First Cities
- 1970: Cables to Rage
- 1973: From the Land Where Other People Live
- 1974: New York Head Shot and Museum
- 1976: Coal (wybór ze wcześniejszych prac)
- 1978: The Black Unicorn
- 1980: The Cancer Journals
- 1982: Zami: A New Spelling of My Name
- 1988: A Burst of Light
- 1992: Undersong: Chosen Poems Old and New
- 1993: The Marvelous Arithmetics of Distance (tomik wydano pośmiertnie)

Źródło.